# Rutger Hauer
Rutger Hauer   (Breukelen, 23 de gener de 1944 - Beetsterzwaag, 19 de juliol de 2019) va ser un actor de cinema i televisió neerlandès. Es va revelar internacionalment gràcies al seu rol de l'androide Roy Batty a Blade Runner, una de les pel·lícules més famoses de Ridley Scott.

## Biografia
Rutger Oelsen Hauer és fill de Teunke i Ared, tots dos actors teatrals. Va deixar els estudis de l'institut per a intentar dedicar-se, com el seu avi, a la marina, però va acabar deixant la idea a causa del seu daltonisme (com el seu besavi) per a treballar durant un període d'obrer de la construcció i fer de poeta bohemi el temps lliure pels cafès d'Amsterdam. Va ingressar a les forces armades holandeses (a la Marina), però aviat va deixar la carrera militar. Va decidir finalment seguir les passes dels seus pares i va rebre classes d'interpretació.

### Inicis
Després de passar pel teatre va començar la carrera cinematogràfica a la fi dels anys 60 després de protagonitzar la sèrie Floris (1969), emissió televisiva que va ser dirigida per Paul Verhoeven, amb qui Rutger continuaria col·laborant a la pantalla gran. Aquest mateix any faria el salt a la pantalla gran, amb un breu paper a Monsieur Hawarden dirigida per Harry Kümel.
Gràcies a haver actuat al costat de Monique van de Ven a títols com Delícies turques (1973), Una noia anomenada Katy Tippel (1975), i Soldaat van Oranje (1977), tant Hauer com Verhoeven van fer-se un nom entre els cinèfils de fora del seu país natal. Al Netherlands Film Festival de 1981, Hauer va rebre el Vedell d'Or al millor actor pel seu treball.

### Esclat americà
El salt a la fama va ser els anys 80. El 1981 va rodar a Hollywood la pel·lícula Nighthawks on feia d'enemic de Sylvester Stallone. Però el paper pel qual els afeccionats el recorden serà el de Roy Batty a Blade Runner (1982), de Ridley Scott, en la qual va pronunciar el famós monòleg de "Llàgrimes en la pluja". Hauer va compondre parts del monòleg la nit abans del rodatge, "retallant fragments del guió original abans d'afegir la commovedora línia final del discurs". pel qual va ser nominat a un Premi Saturn.
Després vindrien Clau omega de Sam Peckinpah, Lady Falcó (1985) de Richard Donner, Els senyors de l'acer (1985) de Paul Verhoeven, i Camp de l'infern (1986). Paul Verhoeven li va proposar protagonitzar RoboCop, però l'actor ho va rebutjar.
Va guanyar un Globus d'Or pel telefilm Escapada final (1987), que és fins ara el seu premi més important d'un total de 6 de diferents categories i festivals, i de 3 nominacions. Després de 1985, Hauer va multiplicar les aparicions tant a pel·lícules cinematogràfiques com a telefilms o sèries, generalment a títols d'acció i ciència-ficció de baix pressupost com Fúria cega (1989) o Perillosament units (1991). També va intervenir a pel·lícules d'autors prestigiosos: així, La llegenda del Sant Bevedor (1988) d'Ermanno Olmi, per la qual guanyaria el premi al millor actor al Festival Internacional de Seattle.
El 1994 va ser nominat al Globus d'Or per Pàtria, pel·lícula basada en la novel·la de Robert Harris Pàtria, encara que al final no va guanyar. Durant els successius anys seguirà alternant cinema i televisió. El 2005 apareixerà en papers secundaris a grans èxits comercials com Batman Begins o Sin City.
Va publicar un llibre conjuntament amb Patrick Quinlan titulat All Those Moments: Stories of Heroes, Villains, Replicants and Blade Runners.
Com a curiositat, Anne Rice va crear al famós Lestat, d'Interview with the Vampire, inspirant-se en Rutger. Però ell no el va poder interpretar perquè ella pensava que ell ja era massa gran.

## Vida personal
Hauer es va casar dues vegades. Hauer i la seva primera esposa, Heidi Merz, van tenir un fill. Hauer va estar amb la seva segona esposa, Ineke Tencate, des del 1968, i es van casar en una cerimònia privada el 22 de novembre de 1985.
Tot i que va néixer a Utrecht, Hauer tenia forts vincles amb Frísia. Una vegada va declarar en una entrevista amb l'Algemeen Dagblad que "necessitava sentir l'argila frisona sota els seus peus". Hauer era ecologista. Va donar suport a la Sea Shepherd Conservation Society i va ser membre del seu consell assessor. També va establir una organització de conscienciació sobre la sida anomenada Rutger Hauer Starfish Association. L'abril de 2007, va publicar la seva autobiografia, All Those Moments: Stories of Heroes, Villains, Replicants, and Blade Runners (coescrita amb Patrick Quinlan), en què va parlar de molts dels seus papers d'actor. Els beneficis del llibre es destinen a la Rutger Hauer Starfish Association.
Hauer va morir de càncer de pàncrees el 19 de juliol de 2019 a la seva residència als Països Baixos, als 75 anys.

## Filmografia

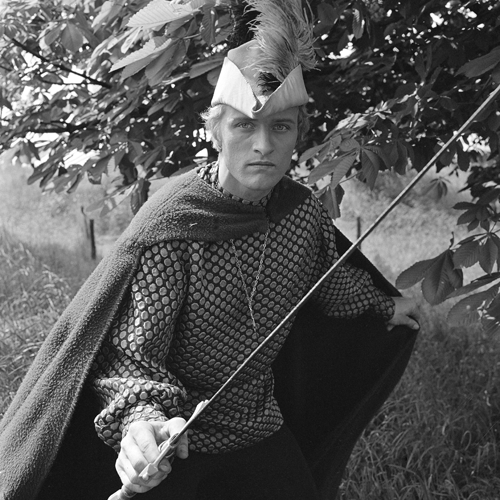
Rutger Hauer el 1969

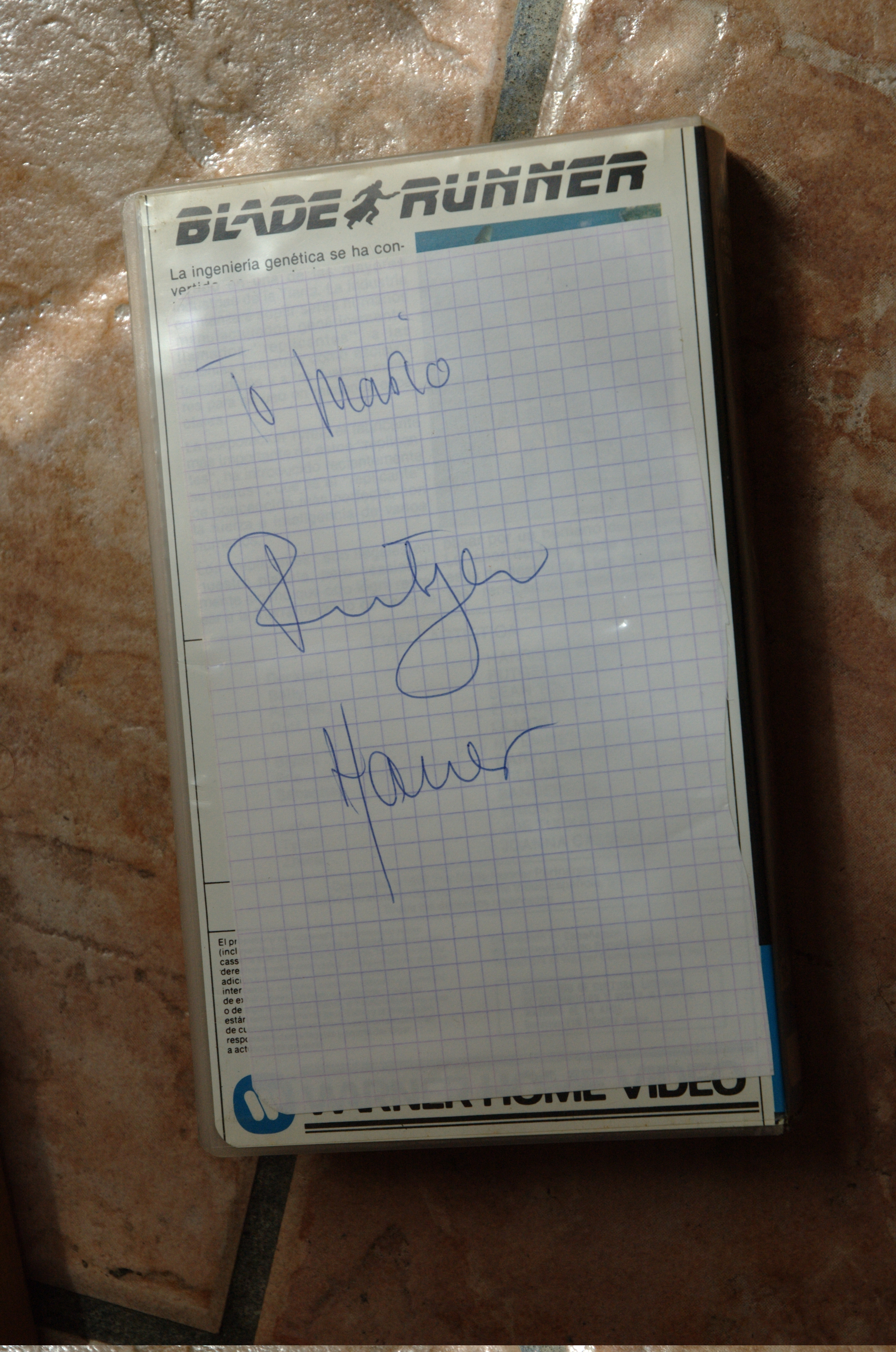
Autògraf de Rutger Hauer

- Monsieur Hawarden (1969), de Harry Kümel
- Repelsteeltje (1973), de Harry Kümel
- Delícies turques (1973), de Paul Verhoeven
- Flor al vent (1974), d'Adrian Hoven
- Katty Tippel (1975), de Paul Verhoeven
- La Donneuse (1975), de Jean-Marie Pallardy
- Das Amulett des Todes (1975), de Ralf Gregan i Günter Vaessen
- Het Jaar Van de Kreeft (1975), de Herbert Curiel
- La conspiració Wilby (1975), de Ralph Nelson
- Max Havelaar (1976), de Fons Rademakers
- Eric, Oficial de la Reina (1977), de Paul Verhoeven
- Pastorale 1943 (1978), de Wim Verstappen
- Misteris (1978), de Paul de Lussanet
- Een Vrouw Tussen Hond en Wolf (1979), d'André Delvaux
- Grijpstra & de Gier (1979), de Wim Verstappen
- Spetters (1980), de Paul Verhoeven
- Coco Chanel (1981), de George Kaczender
- Els falcons de la nit (1981), de Bruce Malmuth
- Blade Runner (1982), de Ridley Scott
- Clau omega (1983), de Sam Peckinpah
- Eureka (1984), de Nicolas Roeg
- A la recerca de l'Àguila (1984), de Philippe Mora
- Lady Falcó (1985), de Richard Donner
- Els senyors de l'acer (1985), de Paul Verhoeven
- Camp de l'infern (1986), de Robert Harmon
- Es busca viu o mort (1987), de Gary Sherman
- La llegenda del Sant Bevedor (1988), de Ermanno Olmi
- Fúria Cega (1989), de Phillip Noyce
- In una notte di chiaro di luna (1989), de Lina Wertmüller
- La sang dels herois (1989), de David Webb Peoples
- Els perdiguers de Broadway (1989), de Howard Brookner
- Perillosament units (1991), de Lewis Teague
- Beyond Justice (1992), de Duccio Tessari
- Ombres del passat (1992), de Jan Eliasberg
- L'últim segon (Split Second) (1992), de Tony Maylam i Ian Sharp
- Buffy, La caçavampirs (1992), de Fran Rubel Kuzui
- Artict Blue (1993), de Peter Masterson
- Sense testimonis de Geoff Murphy
- Pàtria (1994), de Christopher Menaul
- La família Bean (1994), de Jennifer Warren
- Joc de supervivència (Surviving the Game)(1994), d'Ernest R. Dickerson
- Nostradamus (1994), de Roger Christian
- Sang innocent (1995), de Bob Misiorowski
- Mariette in Ecstasy (1996), de John Bailey
- Crossworlds: Entre dos mons (1996), de Krishna Rao
- Jaciment lunar (1996), de Philippe Mora
- Knockin? on Heaven?s Door: Cridant a les portes del cel (1997), de Thomas Jahn
- Blast (1997), d'Albert Pyun
- Omega Doom (1997), d'Albert Pyun
- El gos indomable (1997), de Peter Svatek
- Reencarnació (1997), de Tibor Takács
- Àguiles de combat (1998), de Mark Griffiths
- El sabor del terror (1998), de Mario Azzopardi
- Simon Magnus (1999), de Ben Hopkins
- Caos en la xarxa (1999), de Richard Spence
- Mentides veritables (2000), de D. Shone Kirkpatrick
- Companys en el crim (2000), de Jennifer Warren
- Còmplices (2000), de Roney Gibbons
- Jungle Juice (2001), de Tony Vitale
- Turbulence. Segrest en la xarxa (2001), de Jorge Montesi
- Abelles assassines (2001), de Jeff Hare
- I Banchieri di Dio (2002), de Giuseppe Ferrara
- Scorcher (2002), de James Seale
- Warrior Angels (2002), de Byron W. Thompson
- Confessions d'una ment perillosa (2002), de George Clooney
- In the shadow of the cobra (2004), de Ted Nicolau
- Tempesta (2004), de Paul Tickell
- Camera Ascunsa (2004), de Bogdan Dumitrescu
- Batman Begins (2005), de Christopher Nolan
- Sin City (2005), de Robert Rodriguez i Frank Miller
- Dracula III: Legacy (2005), de Patrick Lussier
- Zerkalnie Voyni (2005), de Vasili Chiginsky
- Minotaur (2006), de Jonathan English
- Mentor (2006), de David Langlitz
- Goool 2: Vivint un somni (2007), de Jaume Collet-Serra
- Moving McAllister (2007), d'Andrew Black
- Magic Flute Diaries (2007), de Magic Sullivan
- Tonight at Noon (2008), de Michael Almereyda
- Spoon (2008), de Sharlto Copley i Simon Hansen
- Happiness Runs (2008), d'Adam Sherman
- Oogverblindend, Dazzle (2009), de Cyrus Frisch
- El ritu (2011), de Mikael Håfström
- 24 Hours to Live (2017) de Brian Smrz
- Valerian i la ciutat dels mil planetes (2017) de Luc Besson
- Drawing Home (2017) de Markus Rupprecht
- Gangsterdam (2017) de Romain Lévy
- Samson (pel·lícula) (2018) de Bruce Macdonald
- Els germans Sisters (2018) de Jacques Audiard
- The Sonata (2018) d'Andrew Desmond
- Viy 2: Journey to China (2019) d'Oleg Stepchenko (estrena pòstuma)
- Break (2020) de Michael Elkin (estrena pòstuma)